# Sukajembar
Sukajembar is een bestuurslaag in het regentschap Cianjur van de provincie West-Java, Indonesië. Sukajembar telt 4530 inwoners (volkstelling 2010).